# Lionel Scaloni
Lionel Sebastián Scaloni (Rosario, 16 mei 1978) is een Argentijns voetbaltrainer en voormalig voetballer, die doorgaans als verdediger speelde. Hij was zelf actief van 1995 tot en met 2015. Scaloni speelde zeven wedstrijden in het Argentijns voetbalelftal en maakte deel uit van de Argentijnse nationale selectie op het WK 2006.

## Carrière als speler
Scaloni speelde van 1995 tot en met 2015 voor achtereenvolgens Newell's Old Boys, Estudiantes, Deportivo La Coruña, West Ham United, Racing Santander, SS Lazio, RCD Mallorca en Atalanta Bergamo. Veruit het grootste gedeelte van zijn carrière bracht hij door in La Coruña. Hij behoorde onder meer tot het Deportivo dat in het seizoen 1999/00 voor het eerst in de clubgeschiedenis kampioen van Spanje werd. Door blessureleed miste hij zelf wel meer dan de helft van de wedstrijden dat seizoen. Vervolgens wonnen zijn ploeggenoten de hij in de daaropvolgende jaren de tweede Copa del Rey en de derde Supercopa ooit voor Deportivo. Scaloni bereikte met West Ham United in het seizoen 2005/06 ook de finale van het toernooi om de FA Cup. Daarin voorkwam Liverpool dat hij die prijs op zijn palmares kreeg.

## Interlandcarrière
Scaloni debuteerde op 30 april 2003 in het Argentijns voetbalelftal, in een oefeninterland tegen Libië. Bondscoach José Pékerman nam hem drie jaar later mee naar het WK 2006. Hierop kwam hij één keer in actie, in de met 2–1 gewonnen achtste finale tegen Mexico. Die wedstrijd speelde hij van begin tot eind.

## Trainerscarrière
Op 11 oktober 2016 trad Scaloni toe tot de technische staf van landgenoot Jorge Sampaoli bij Sevilla. In juni 2017, toen Sampaoli werd aangesteld als de nieuwe bondscoach van het Argentijns voetbalelftal, werd Scaloni opnieuw tot assistent benoemd.
Een jaar later, na het tegenvallende WK van 2018 in Rusland, werden Scaloni en Pablo Aimar tot het einde van het jaar benoemd tot interim-bondscoach. Vervolgens werd Scaloni, tot in ieder geval juni 2019, benoemd tot Argentijns bondscoach toen de Copa América 2019 zou plaatsvinden. Hij leidde de ploeg naar een derde plaats in Brazilië.
Van 17 juli 2018 tot 12 augustus 2018 was Scaloni bondscoach van Argentinië onder 20.
Op 10 juli 2021 won Scaloni met Argentinië de Copa América 2021 door de finale met 1–0 te winnen van aartsrivaal Brazilië.
De volgende prijs werd gepakt op 1 juni 2022. De CONMEBOL–UEFA Cup of Champions (ook bekend als Finalissima), waarin de winnaars van de CONMEBOL Copa América en het UEFA EK tegen elkaar spelen in een enkele wedstrijd. De wedstrijd werd met 3-0 door Argentinië gewonnen. 
Op 18 december 2022 won Scaloni met Argentinië de wereldtitel door de strafschoppenreeks tegen Frankrijk, na een 2-2 stand in reguliere tijd en 3-3 na verlenging, te winnen. De volgende prijs die hij won met de Argentijnse nationale ploeg was de Copa América 2024 in de Verenigde Staten. Colombia werd op 14 juli 2024 in de finale met 1-0 na verlenging verslagen. Dit betekende de derde toernooiwinst op rij voor Argentinië en de vierde prijs in drie jaar tijd. De winst van de Copa América was de zestiende keer dat Argentinië het toernooi won, en daarmee is het land recordhouder. 

## Erelijst
Als speler
| Competitie          | Aantal              | Jaren               |                     |                     |
| Deportivo La Coruña | Deportivo La Coruña | Deportivo La Coruña | Deportivo La Coruña | Deportivo La Coruña |
| ------------------- | ------------------- | ------------------- | ------------------- | ------------------- |
| Primera División    | 1x                  | 1999/00             |                     |                     |
| Copa del Rey        | 1x                  | 2001/02             |                     |                     |
| Supercopa de España | 1x                  | 2002                |                     |                     |
| Argentinië onder 20 |                     |                     |                     |                     |
| FIFA WK onder 20    | 1x                  | 1997                |                     |                     |

Als trainer
| Competitie                     | Aantal     | Jaren      |
| Argentinië                     | Argentinië | Argentinië |
| ------------------------------ | ---------- | ---------- |
| FIFA-wereldkampioenschap       | 1x         | 2022       |
| CONMEBOL Copa América          | 2x         | 2021, 2024 |
| CONMEBOL–UEFA Cup of Champions | 1x         | 2022       |

Individueel
| Prijs                             | Aantal | Jaren |
| --------------------------------- | ------ | ----- |
| IFFHS World's Best National Coach | 1x     | 2022  |
| The Best FIFA Football Coach      | 1x     | 2022  |

1 Abbondanzieri ·
2 Ayala ·
3 Sorín  ·
4 Coloccini ·
5 Cambiasso ·
6 Heinze ·
7 Saviola ·
8 Mascherano ·
9 Crespo ·
10 Riquelme ·
11 Tévez ·
12 Franco ·
13 Scaloni ·
14 Palacio ·
15 Milito ·
16 Aimar ·
17 Cufré ·
18 Rodríguez ·
19 Messi ·
20 Cruz ·
21 Burdisso ·
22 González ·
23 Ustari ·
Coach: Pékerman
1 Armani ·
2 Foyth ·
3 Tagliafico ·
4 Saravia ·
5 Paredes ·
6 Pezzella ·
7 Pereyra ·
8 Acuña ·
9 Agüero ·
10 Messi  ·
11 Di María ·
12 Marchesín ·
13 Funes Mori ·
14 Casco ·
15 Pizarro ·
16 De Paul ·
17 Otamendi ·
18 Rodríguez ·
19 Suárez ·
20 Lo Celso ·
21 Dybala ·
22 Martínez ·
23 Musso ·
Coach: Scaloni
1 Armani ·
2 Foyth ·
3 Tagliafico ·
4 Montiel ·
5 Paredes ·
6 Pezzella ·
7 De Paul ·
8 Acuña ·
9 Álvarez ·
10 Messi  ·
11 Di María ·
12 Rulli ·
13 Romero ·
14 Palacios ·
15 Correa ·
16 Almada ·
17 Gómez ·
18 Rodríguez ·
19 Otamendi ·
20 Mac Allister ·
21 Dybala ·
22 La. Martínez ·
23 E. Martínez ·
24 Fernández ·
25 Li. Martínez ·
26 Molina ·
Coach: Scaloni